# Speleoithona bermudensis
Speleoithona bermudensis  (лат.) — вид ракообразных из семейства Speleoithonidae отряда Cyclopoida.

## Описание
Бермудские острова. Морской вид, обнаруженный в прибрежной зоне, на глубине до 4 м.

## Красная книга
Редкий вид, занесённый в Международный Красный список (Красную книгу) Международного Союза Охраны Природы в статусе Виды на грани исчезновения.